# Roman Gajzler

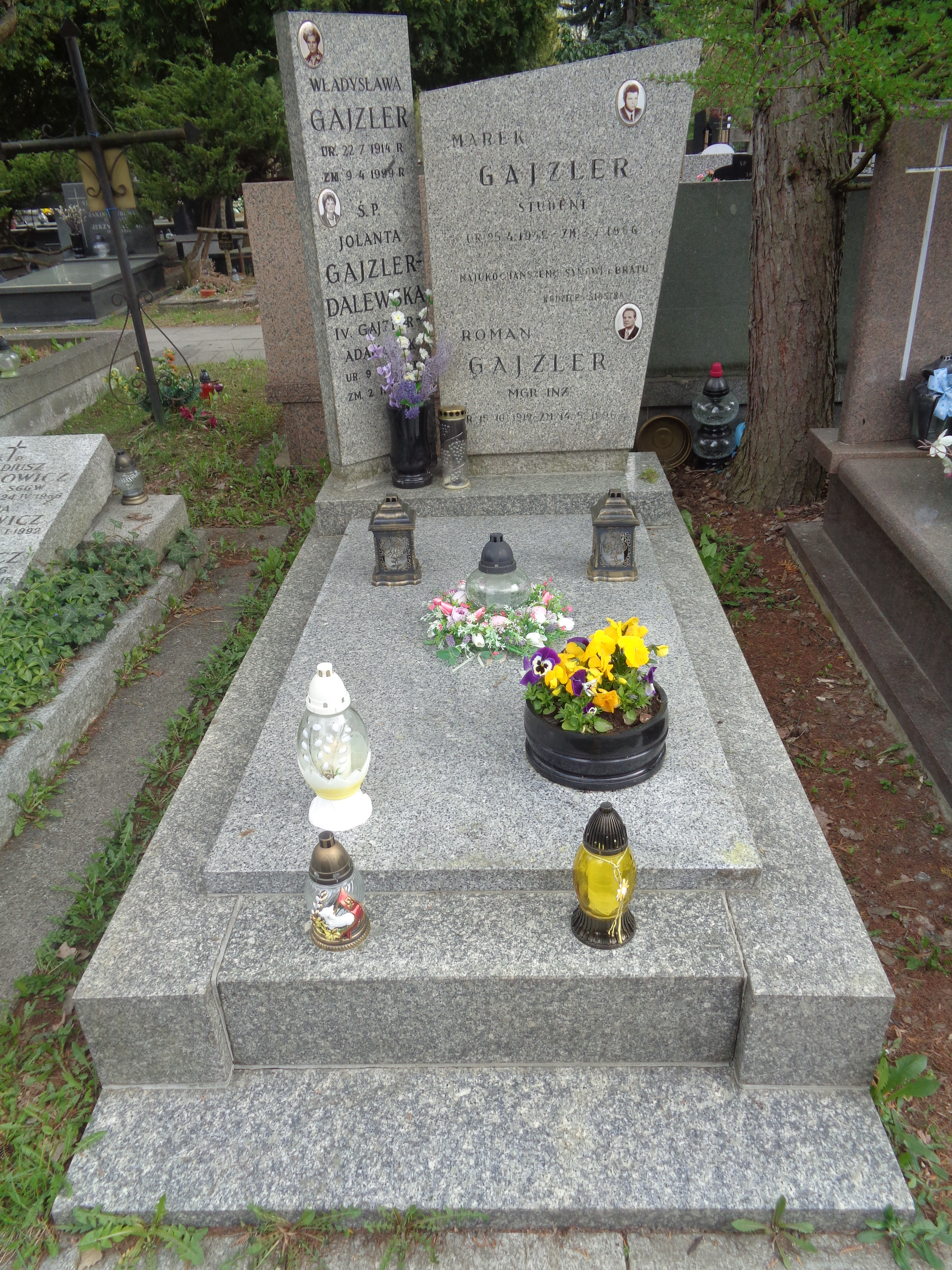
Grób Romana Gajzlera na Cmentarzu Wojskowym na Powązkach

Roman Tadeusz Gajzler (ur. 15 października 1912 w Piotrkowie Trybunalskim, zm. 14 maja 1996 w Warszawie) – inżynier, działacz związków zawodowych. Od 20 lutego do 16 sierpnia 1954 roku Prezes Sekcji Piłki Nożnej GKKF, odpowiednika obecnego PZPN.

## Życiorys
Inżynier, działacz związków zawodowych w okresie przedwojennym, członek Polskiej Partii Socjalistycznej od 1928. Po Kongresie Zjednoczenowym w 1948 w najwyższych władzach PZPR, m.in. zastępca przewodniczącego Centralnej Komisji Kontroli Partyjnej. W latach 1974–1979 ambasador PRL w Mongolii. Uprawiał sport w Ruchu (którego był założycielem) i Skrze Piotrków Trybunalski. 16 sierpnia 1954 złożył rezygnację ze stanowiska prezesa Sekcji Piłki Nożnej GKKF z powodu poważnej choroby która uniemożliwiła mu dalszą pracę.
Pochowany na cmentarzu Powązki Wojskowe w Warszawie (kwatera G-0-30).

## Odznaczenia
- Order Sztandaru Pracy I klasy (1964)[2]